# Phantasus

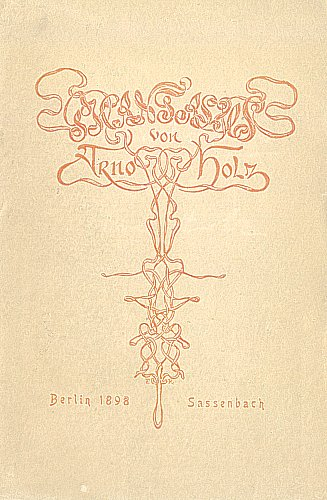
Titelblatt einer Ausgabe von 1898 mit Jugendstilornamentik

Phantasus ist ein Lyrikzyklus von Arno Holz und gilt als das Hauptwerk dieses Dichters.
Erstmals erschien Phantasus 1898/99 in zwei Heften zu jeweils 50 kurzen Gedichten. Nach Vollendung seines großen Dramas Ignorabimus (1913) begann Holz seinen Gedichtband umzuarbeiten und stark zu erweitern. Das vorläufige Ergebnis dieses Arbeitsprozesses kam 1916 in den Druck (336 Seiten). Bis zu seinem Tod 1929 schrieb Holz weiter am Phantasus. Die letzte noch von ihm selbst publizierte Fassung von 1924/25 ist 1345 Seiten, eine 1961/62 besorgte Nachlassausgabe sogar 1584 Seiten stark.
Einen großen Teil der Gedichte des ursprünglichen Phantasus-Zyklus hatte Holz bereits in verschiedenen repräsentativen Zeitschriften und Anthologien der Jahrhundertwende publiziert.
Der auf eine romantische Tradition zurückweisende Titel des Werkes ist der Name einer Gestalt der antiken Mythologie. Bei Holz wird Phantasus (griech. Phantasos), ein Sohn des Schlafes, der durch seine vielfältigen Verwandlungskünste die menschlichen Träume erzeugt, zur Allegorie der dichterischen Existenz stilisiert. Thema des Phantasus ist das phantasiegelenkte Bewusstsein des Dichters, das sich durch eine Fülle von Metamorphosen aller Erscheinungen bemächtigt. Zu dieser poetischen Selbstdarstellung erklärt Holz: „Das letzte ‚Geheimnis‘ der... Phantasuskomposition besteht im wesentlichen darin, daß ich mich unaufhörlich in die heterogensten Dinge und Gestalten zerlege.“
Der naturwissenschaftliche Hintergrund des Phantasus ist vor allem durch die biogenetischen Theorien Ernst Haeckels bestimmt; das lyrische Ich durchwandert alle Entwicklungsstadien der lebenden Substanz, indem es sie in Metamorphosen nachvollzieht. In einer Selbstinterpretation heißt es bei Holz: „Wie ich vor meiner Geburt die ganze physische Entwicklung meiner Spezies durchgemacht habe, wenigstens in ihren Hauptstadien, so seit meiner Geburt ihre psychische. Ich war ‚alles‘, und die Relikte davon liegen ebenso zahlreich wie kunderbunt in mir aufgespeichert.“
Der lyrische Stil des Phantasus ist ein Pendant zur Technik des von Arno Holz und Johannes Schlaf (1862–1941) gemeinsam für Drama (vgl. Die Familie Selicke) und Prosa (vgl. Papa Hamlet) entwickelten naturalistischen „Sekundenstils“.
Beispiel aus Phantasus:
Das Deutsche Literaturarchiv Marbach verfügt über eine Sammlung an Manuskripten von Arno Holz, einzelne Seiten des Phantasus sind im Literaturmuseum der Moderne in Marbach in der Dauerausstellung zu sehen.

## Ausgaben
- Phantasus, 1898/99
  - 1. Heft. Berlin, 1898. (Digitalisat und Volltext im Deutschen Textarchiv)
  - 2. Heft. Berlin, 1899. (Digitalisat und Volltext im Deutschen Textarchiv)